# Sisena legislatura de la Catalunya autonòmica
La sisena legislatura de la Catalunya autonòmica es va iniciar el 5 de novembre del 1999 amb la constitució del Parlament i la investidura de Joan Rigol, d'UDC, com a president de la Cambra.

## Eleccions
Les eleccions al Parlament de Catalunya van ser convocades el 24 d'agost de 1999 i es van celebrar el dia 17 d'octubre.
Varen ser unes eleccions amb candidats nous encapçalant les llistes de PSC (Pasqual Maragall), ERC (Josep Lluís Carod Rovira) i PP (Alberto Fernández Díaz). Per a Jordi Pujol (CIU), que ja havia tingut una davallada d'escons el 1995, aquestes serien les seves darreres eleccions.
Es van escollir els 135 diputats de la cambra catalana, que provenien de cinc candidatures: Partit dels Socialistes de Catalunya-Ciutadans pel Canvi (PSC-CpC), Convergència i Unió (CiU), Esquerra Republicana de Catalunya (ERC), Partit Popular de Catalunya (PPC) i Iniciativa per Catalunya Verds-Esquerra Unida i Alternativa (ICV-EUiA).
Malgrat que la llista que va rebre més vots va ser la de PSC-CpC, va ser CiU la formació que va obtenir més escons, per l'aplicació de la regla D'Hondt a les circumscripcions provincials.

## Govern
El debat d'investidura es va produir el 16 de novembre de 1999 i Jordi Pujol va sortir reelegit per sisena vegada consecutiva com a President de la Generalitat de Catalunya amb 68 vots a favor (CIU i PP), 55 en contra (PSC i ICV) i 12 abstencions d'ERC. Malgrat el suport del PP a la investidura, Pujol va governar en minoria amb acords parlamentaris puntuals.
L'octubre de 2001, Pasqual Maragall va presentar una moció de censura contra el govern. Pujol va defugir fer la defensa i va ser Artur Mas, com a Conseller en Cap, qui va respondre a Pasqual Maragall.
El president Pujol va dissoldre el Parlament el 23 de setembre i va convocar les eleccions per al dia 16 de novembre de 2003.